# International Lawn Tennis Challenge 1904
L'International Lawn Tennis Challenge 1904 è stata la quarta edizione di quella che oggi è conosciuta come Coppa Davis, la prima ad essere disputata fuori dagli Stati Uniti. Questa volta gli sfidanti della Gran Bretagna non furono gli Stati Uniti, ma la vincente dello spareggio tra Belgio e Francia. I primi si aggiudicarono l'incontro, ma vennero poi sconfitti in finale con un secco cinque a zero.
Gli incontri si sono disputati dal 27 giugno al 5 luglio nell'impianto di Worple Road di Wimbledon, che precedentemente era stata la sede dell'All England Lawn Tennis and Croquet Club.

## Risultati

### Spareggio
| Francia 2 | Worple Road, Wimbledon, Londra, Inghilterra 27–29 giugno 1904 | Worple Road, Wimbledon, Londra, Inghilterra 27–29 giugno 1904       | Belgio 3 |     |     |     |     |        |
| \| \| \| \| 1 \| 2 \| 3 \| 4 \| 5 \| \| \| - \| \| ------------------------------------------------------------------- \| --- \| --- \| --- \| --- \| --- \| ------ \| \| 1 \| \| Max Décugis Paul de Borman \| 6 4 \| 5 3 \| \| \| \| ritiro \| \| 2 \| \| Paul Aymé William le Maire de Warzée \| 1 6 \| 0 6 \| 1 6 \| \| \| \| \| 3 \| \| Paul Aymé / Max Décugis Paul de Borman / William le Maire de Warzée \| 5 7 \| 6 4 \| 0 6 \| 6 4 \| 6 2 \| \| \| 4 \| \| Paul Aymé Paul de Borman \| 1 6 \| 3 6 \| 6 2 \| 6 1 \| 3 6 \| \| \| 5 \| \| Max Décugis William le Maire de Warzée \| 7 5 \| 6 8 \| 6 0 \| 4 6 \| 2 6 \| \| |                                                               |                                                                     |          |     |     |     |     |        |
| |                                                               |                                                                     | 1        | 2   | 3   | 4   | 5   |        |
| 1 | Francia (bandiera) · Belgio (bandiera)                        | Max Décugis Paul de Borman                                          | 6 4      | 5 3 |     |     |     | ritiro |
| 2 | Francia (bandiera) · Belgio (bandiera)                        | Paul Aymé William le Maire de Warzée                                | 1 6      | 0 6 | 1 6 |     |     |        |
| 3 | Francia (bandiera) · Belgio (bandiera)                        | Paul Aymé / Max Décugis Paul de Borman / William le Maire de Warzée | 5 7      | 6 4 | 0 6 | 6 4 | 6 2 |        |
| 4 | Francia (bandiera) · Belgio (bandiera)                        | Paul Aymé Paul de Borman                                            | 1 6      | 3 6 | 6 2 | 6 1 | 3 6 |        |
| 5 | Francia (bandiera) · Belgio (bandiera)                        | Max Décugis William le Maire de Warzée                              | 7 5      | 6 8 | 6 0 | 4 6 | 2 6 |        |

### Finale
| Gran Bretagna 5 | Worple Road, Wimbledon, Londra, Inghilterra 2–5 luglio 1904 | Worple Road, Wimbledon, Londra, Inghilterra 2–5 luglio 1904                   | Belgio 0 |     |     |     |   |     |
| \| \| \| \| 1 \| 2 \| 3 \| 4 \| 5 \| \| \| - \| \| ----------------------------------------------------------------------------- \| --- \| --- \| --- \| --- \| - \| --- \| \| 1 \| \| Frank Riseley William le Maire de Warzée \| 6 1 \| 6 4 \| 6 2 \| \| \| \| \| 2 \| \| Laurence Doherty Paul de Borman \| 6 4 \| 6 1 \| 6 1 \| \| \| \| \| 3 \| \| Laurence Doherty / Reggie Doherty Paul de Borman / William le Maire de Warzée \| 6 0 \| 6 1 \| 6 3 \| \| \| \| \| 4 \| \| Laurence Doherty William le Maire de Warzée \| \| \| \| \| \| w/o \| \| 5 \| \| Frank Riseley Paul de Borman \| 4 6 \| 6 2 \| 8 6 \| 7 5 \| \| \| |                                                             |                                                                               |          |     |     |     |   |     |
| |                                                             |                                                                               | 1        | 2   | 3   | 4   | 5 |     |
| 1 | Gran Bretagna (bandiera) · Belgio (bandiera)                | Frank Riseley William le Maire de Warzée                                      | 6 1      | 6 4 | 6 2 |     |   |     |
| 2 | Gran Bretagna (bandiera) · Belgio (bandiera)                | Laurence Doherty Paul de Borman                                               | 6 4      | 6 1 | 6 1 |     |   |     |
| 3 | Gran Bretagna (bandiera) · Belgio (bandiera)                | Laurence Doherty / Reggie Doherty Paul de Borman / William le Maire de Warzée | 6 0      | 6 1 | 6 3 |     |   |     |
| 4 | Gran Bretagna (bandiera) · Belgio (bandiera)                | Laurence Doherty William le Maire de Warzée                                   |          |     |     |     |   | w/o |
| 5 | Gran Bretagna (bandiera) · Belgio (bandiera)                | Frank Riseley Paul de Borman                                                  | 4 6      | 6 2 | 8 6 | 7 5 |   |     |